# Bulbophyllum petiolatum
Bulbophyllum petiolatum là một loài phong lan thuộc chi Bulbophyllum.